# Sami Zayn
Rami Sebei (en árabe: رامي سبعي; Laval, Quebec, 12 de julio de 1984) es un luchador profesional canadiense. Actualmente trabaja para la empresa estadounidense WWE, donde se presenta en la marca Raw bajo el nombre de Sami Zayn.
Antes de firmar con WWE, Sebei se presentaba en el circuito independiente bajo el nombre de El Generico, este personaje retrataba a un luchador mexicano, y utilizaba la palabra «Olé!» como su eslogan. Siendo el Genérico, luchaba usando una máscara, algo que hizo desde su debut en 2002 hasta 2013. Al firmar con WWE, Sebei comenzó a luchar sin la mencionada. Sebei es tres veces campeón mundial al haber logrado en dos ocasiones el Campeonato Mundial de PWG y en una ocasión el Campeonato Mundial Unificado de Lucha xWx. Entre sus logros dentro de WWE, destaca haber sido una vez Campeón de NXT en el territorio de desarrollo de la compañía, NXT, tres veces Campeón Intercontinental y Campeón Indiscutible en Parejas de la WWE junto a Kevin Owens una vez.
El Genérico logró tener mucho éxito en la Pro Wrestling Guerrilla (PWG), siendo en dos ocasiones Campeón Mundial de la PWG y cinco veces Campeón Mundial en Parejas. Es la única persona hasta el momento que ha ganado los dos torneos anuales de la PWG: el Dynamite Duumvirate Tag Team Title Tournament en 2010 y el Battle of Los Angeles en 2011. El Genérico también ha ostentado el Campeonato Mundial de Televisión de ROH y los Campeonatos Mundiales en Parejas junto con Kevin Steen (ahora Kevin Owens), con quien más tarde ganaría el premio "Feudo del año" en 2010 del Wrestling Observer Newsletter. El Genérico fue también dos veces Campeón Mundial Peso Pesado de IWS cuando trabajó para la International Wrestling Syndicate (IWS), con sede en Montreal. Después de luchar internacionalmente, El Genérico ganó el Campeonato Mundial Unificado de Lucha Libre de la wXw en Alemania y el Campeonato de Peso Abierto de la DDT Pro-Wrestling en Japón.

## Infancia
Rami Sebei nació el 12 de julio de 1984, en Laval, Quebec, Canadá. Sus padres son inmigrantes sirios en Canadá, habiéndose mudado de Homs en la década de 1970.

## Carrera

### International Wrestling Syndicate (2002–2010)
El 14 de julio de 2002 en Scarred For Life, El Generico hizo su debut en la lucha libre luchando para la International Wrestling Syndicate (IWS), consiguiendo su primera victoria por cuenta fuera. El 18 de octubre de 2003 en Blood, Sweat and Beers, El Genérico fue derrotado junto con Kevin Steen por Pierre Carl Ouellet en un Triple Threat Match. El 15 de noviembre de 2003 en Payback's A Bitch, El Genérico derrotó a Steen en su primer combate mano a mano entre ellos. La IWS celebró su quinto aniversario el 15 de junio de 2004 en Le SPAG, en donde El Genérico derrotó a PCO para su primer Campeonato Mundial Peso Pesado de IWS, solo para que Steen apareciera para reclamar la oportunidad que había ganado por dicho título tras derrotar a Excess 69 la noche anterior. Después de eso, Steen derrotó a El Genérico para ganar también su primer Campeonato Mundial Peso Pesado de IWS.
El 11 de septiembre de 2004 en CZW High Stakes II, SeXXXy Eddy derrotó a El Genérico, Kevin Steen y Excess 69 en un Fatal 4-Way Match, el cual fue elegido extraoficialmente como "la lucha del año". El 20 de agosto de 2005 en Extreme Dream II, El Genérico fue derrotado por Chris Bishop en la lucha final del Extreme Dream Tournament por el inaugural Campeonato Canadiense de IWS. El 16 de febrero de 2008 en Violent Valentine, El Genérico derrotó a Steen para ganar el Campeonato Mundial Peso Pesado de IWS. Sin embargo, el 22 de marzo, Steen recuperó el título tras ganar a El Genérico y Max Boyer.

### Pro Wrestling Guerrilla (2004–2013)
En 2004, los miembros de IWS comenzaron a hacer apariciones regulares en los Estados Unidos, lo que lo ayudó a hacerse notar por la popular compañía independiente Pro Wrestling Guerrilla (PWG). Después de eso, El Genérico se convirtió en un luchador regular en la PWG. Ha ostentado cinco veces los Campeonatos Mundiales en Parejas de PWG con cuatro compañeros diferentes: con Human Tornado como 2 Skinny Black Guys, con Quicksilver como Cape Fear, con Kevin Steen y con Paul London como ¡Peligro Abejas!. El Genérico también es el único participante que ha aparecido consecutivamente en los primeros ocho torneos de Battle of Los Angeles desde 2005. El 24 de febrero de 2007, Genérico derrotó a su excompañero Tornado para ganar el Campeonato Mundial de PWG, durante su búsqueda por los Campeonatos Mundiales en Parejas de PWG con Quicksilver. Más tarde ese año, mientras Genérico aún era Campeón Mundial de PWG, él & Steen derrotaron a PAC & Roderick Strong para ganar los campeonatos, convirtiendo a Genérico en el único hombre en la historia de PWG que ha ostentado el Campeonato Mundial de PWG y los Campeonatos Mundiales en Parejas de PWG no una vez, sino dos veces al mismo tiempo.
A mediados de 2009, Genérico entró en un largo feudo con el equipo Men of Low Moral Fibre, formado por Kenny Omega y Chuck Taylor, reclutando a Colt Cabana, el árbitro Rick Knox y a su excompañero Human Tornado (reuniendo efectivamente a 2 Skinny Black Guys) para tenerlos de su lado. En el evento del sexto aniversario de PWG, Threemendous II, 2 Skinny Black Guys derrotaron a los Campeones Mundiales en Parejas de PWG The Young Bucks en una lucha no titular, dándoles su primera derrota en casi un año y medio. El 21 de noviembre, durante la segunda noche de Battle of Los Angeles 2009, Genérico & Kevin Steen perdieron una lucha titular contra The Young Bucks. Más tarde, él y Cabana salvaron al nuevo Campeón Mundial de PWG Kenny Omega de un ataque de Brian Kendrick y The Young Bucks e hicieron las paces con él, ya que ahora tenían un enemigo común.
El 9 de mayo de 2010, Genérico formó un equipo con el "Intrepid Traveler" Paul London para formar un dúo presentado como ¡Peligro Abejas! en el cuarto torneo anual de ocho equipos DDT4. Después de derrotar a Chuck Taylor & Scott Lost en la primera ronda y a The Briscoe Brothers (Jay & Mark) en las semifinales, Genérico & London derrotaron a The Young Bucks en las finales del torneo para no solo ganar el DDT4, sino también los Campeonatos Mundiales en Parejas de PWG, siendo el quinto reinado de Genérico con dichos títulos. El 11 de diciembre de 2010, El Genérico se ganó una oportunidad por el Campeonato Mundial de PWG, cuando ¡Peligro Abejas! defendió con éxito los Campeonatos en Parejas de PWG contra Chris Hero & el campeón Mundial de PWG Claudio Castagnoli, el equipo conocido colectivamente como The Kings of Wrestling. Genérico recibió su oportunidad titular el 29 de enero de 2011, durante el fin de semana de WrestleReunion 5, pero fue derrotado por Castagnoli. El 9 de abril, El Genérico se unió a Ricochet, quien se presentó en Londres y no pudo asistir al evento, en un combate donde perdió los Campeonatos en Parejas de PWG ante The Young Bucks. El 20 de agosto, Genérico ingresó a Battle of Los Angeles 2010, derrotando a Claudio Castagnoli y Willie Mack en la primera ronda y semifinales, respectivamente. Más tarde, esa misma noche, Genérico derrotó a su viejo rival Kevin Steen en la final para ganar el torneo, convirtiéndose en la primera persona en ganar el Campeonato Mundial de PWG y los Campeonatos Mundiales en Parejas de PWG, así como los torneos DDT4 y Battle of Los Angeles. En el proceso, Genérico también ganó un combate por el Campeonato Mundial de PWG de Steen. El 22 de octubre, El Genérico derrotó a Steen en un Ladder match, luego de la interferencia externa de The Young Bucks, para ganar el Campeonato Mundial de PWG por segunda vez. El 17 de marzo de 2012, El Genérico volvió a perder el título ante Steen en un Triple Threat match, el cual también incluyó a Eddie Edwards. Después de aceptar un acuerdo con WWE, El Genérico hizo su aparición de despedida para PWG el 12 de enero de 2013, cuando él y Kevin Steen entraron en el torneo Dynamite Duumvirate Tag Team Title 2013. Después de las victorias sobre The Briscoe Brothers y Future Shock (Adam Cole & Kyle O'Reilly), El Genérico & Steen fueron derrotados en la final del torneo por The Young Bucks.

### Chikara (2005–2012)

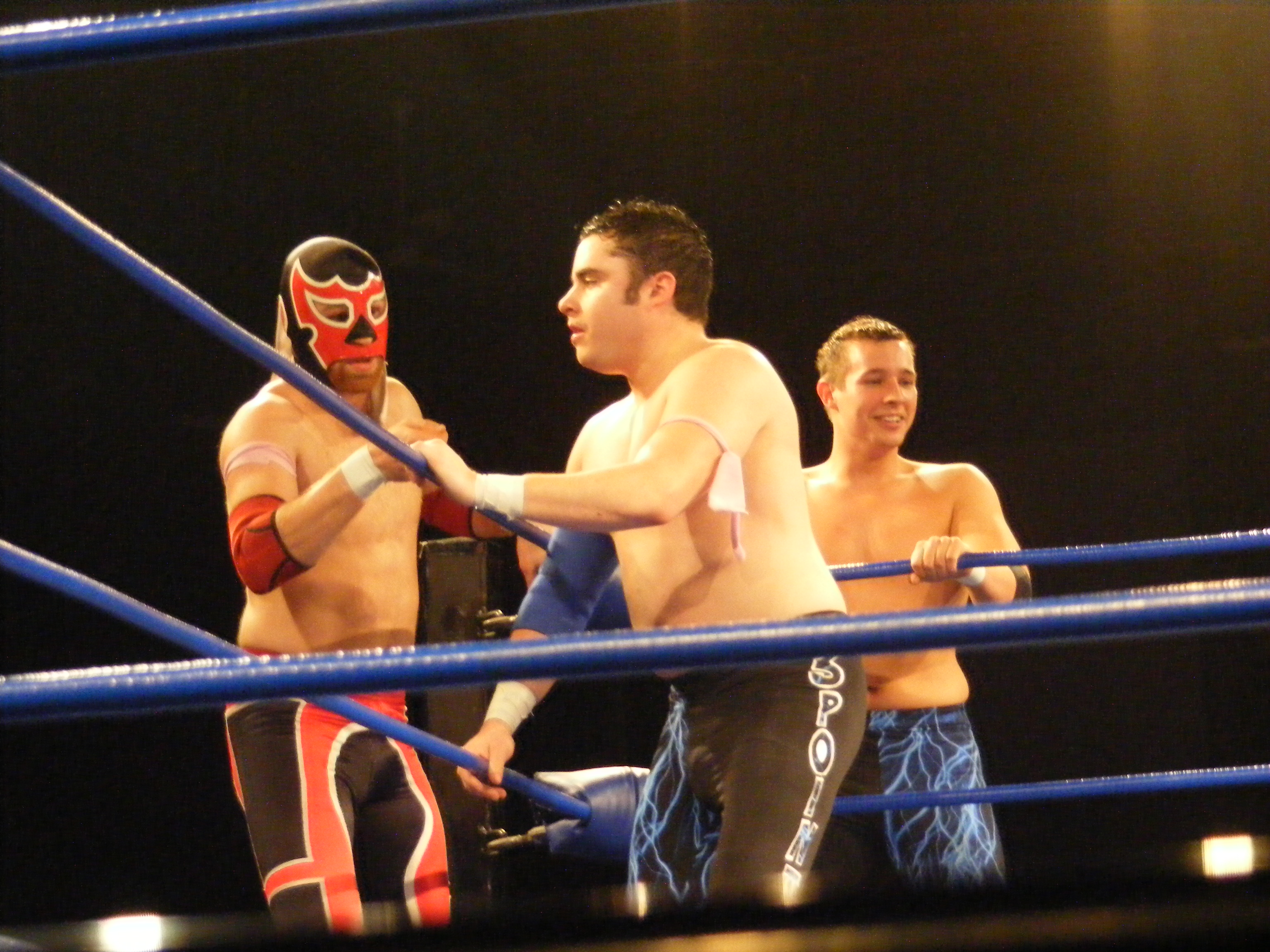
(De izquierda a derecha) El Genérico, Shane Matthews y Scott Parker como ¡3.0lé! durante el torneo King of Trios 2011 en abril de 2011.

El 19 de febrero de 2005, El Genérico hizo su debut en Chikara, con sede en Filadelfia, Pensilvania, participando en el Tag World Grand Prix 2005, donde se unió a Kevin Steen como Team IWS. El equipo llegó a los cuartos de final del torneo, antes de ser derrotado por The SuperFriends (Chris Hero & Mike Quackenbush).
El Genérico regresó a Chikara tres años después para participar en el King of Trios 2008, donde se unió a Player Uno & Stupefied, nuevamente, como el Team IWS. Luego de derrotar a The F1rst Family (Arik Cannon, Darin Corbin & Ryan Cruz) en la primera ronda el 1 de marzo, el Team IWS fue eliminado del torneo ese mismo día por Los Luchadores de México (Incógnito, Lince Dorado & El Pantera), quienes ganaron el torneo. El año siguiente, el 27 de marzo, El Genérico regresó para el King of Trios 2009, esta vez formando equipo con Matt & Nick Jackson como Team PWG. Fueron eliminados del torneo en la primera ronda por The Osirian Portal (Amasis, Escorpión Egipcio & Ophidian). El día siguiente, El Genérico entró al torneo Rey de Voladores, pero fue derrotado por Kota Ibushi en las semifinales estilo Fatal 4-Way match, la que también incluyó a Jigsaw y Nick Jackson. En la tercera noche del torneo, El Genérico fue derrotado por Arik Cannon en una lucha individual.

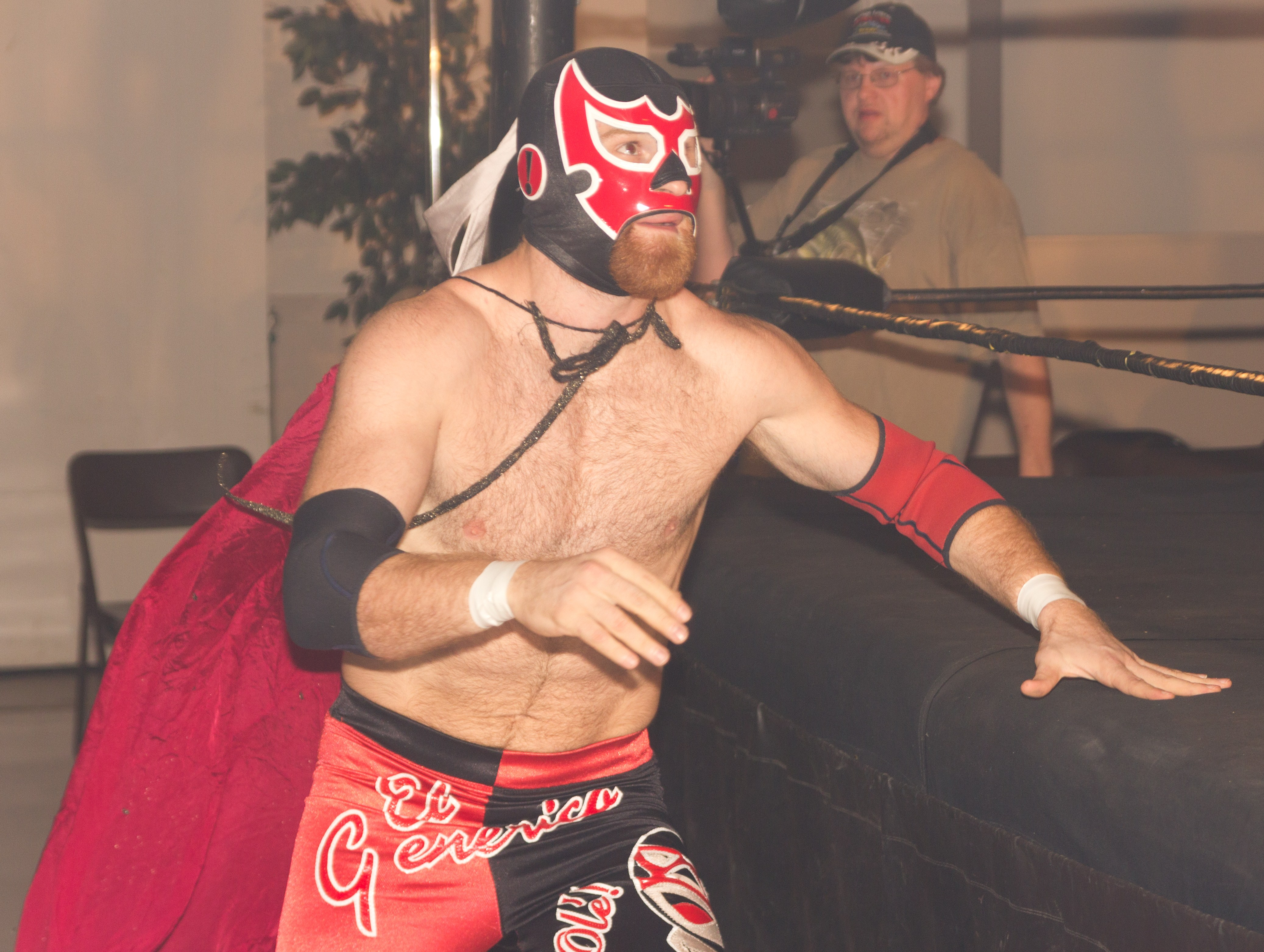
El Genérico en un evento en vivo de Chikara en 2013.

La próxima aparición de El Genérico para Chikara ocurrió casi dos años después, el 23 de enero de 2011, cuando se enfrentó a Eddie Kingston, pero fue derrotado. Para King of Trios 2011, El Genérico se reunió con 3.0 (Scott Parker y Shane Matthews) para formar ¡3.0le !. El equipo fue eliminado del torneo en la primera ronda por The Osirian Portal (Amasis, Hieracon and Ophidian). Al día siguiente, El Genérico ingresó a su segundo Rey de Voladores y derrotó a Pinkie Sánchez, Zack Saber, Jr. y Marshe Rockett en la semifinal de Fatal 4-Way match para calificar a las finales. Al día siguiente, El Genérico derrotó a 1-2-3 Kid en la final para ganar el Rey de Voladores 2011. El Genérico regresó a Chikara el 30 de julio de 2011, cuando se reunió ¡3.0le! con Scott Parker y Shane Matthews en un Six-man Tag Team match, donde derrotaron a F.I.S.T. (Chuck Taylor, Icarus & Johnny Gargano). Al día siguiente ¡3.0le! fue derrotado por The Spectral Envoy (Frightmare, Hallowicked y UltraMantis Black) en un Six-man Tag Team match.

### Ring of Honor (2005-2012)
El Genérico luchó por primera vez en Ring of Honor (ROH) en 2005, ganando un lugar en un Four Corner Survival match en Do Or Die IV. Se asoció con el Ring Crew Express (Dunn y Marcos) en el Torneo de Tríos 2005, perdiendo ante The Rottweilers. En Stalemate, perdió ante Roderick Strong, luego se asoció con Sal Rinauro para enfrentar a The Embassy en New Frontiers, pero perdieron. Solo recibió unos pocos combates más, perdió ante Austin Aries en Fate of an Angel y obtuvo su primera victoria contra su compañero de IWS, Kevin Steen en The Homecoming (un combate que ni siquiera llegó al DVD del evento). Su última lucha en ROH durante ese paso fue una derrota sobre Homicide en Dragon Gate Invasion.
Genérico regresó a ROH a finales de 2006, haciendo una aparición en Dethroned, donde fue derrotado por Brent Albright. Después de esto, participó (y perdió) en un Four Corner Survival match contra Jimmy Rave en Final Battle 2006. En 2007, El Genérico formó un equipo permanente con Kevin Steen, enfrentándose a The Briscoe Brothers en Fifth Year Festival: Philly. Al igual que muchos combates anteriores, fueron derrotados en este encuentro, pero los dos hombres tuvieron una demostración memorable que finalmente les otorgó un puesto de tiempo completo en el elenco. A lo largo de 2007, los dos equipos se enfeudaron entre sí, teniendo varios combates memorables que incluyen un gran combate en el evento Driven, el segundo de ROH. Su feudo llegó a su fin después de un Street Fight en Death Before Dishonor V: Night 1, un Steel Cage match en Caged Rage, un 2-out-of-3 Falls match en Manhattan Mayhem 2 y un Ladder match nombrado "Ladder War" en Man Up. Este combate fue el evento principal de dicho evento, siendo este el tercero de ROH.

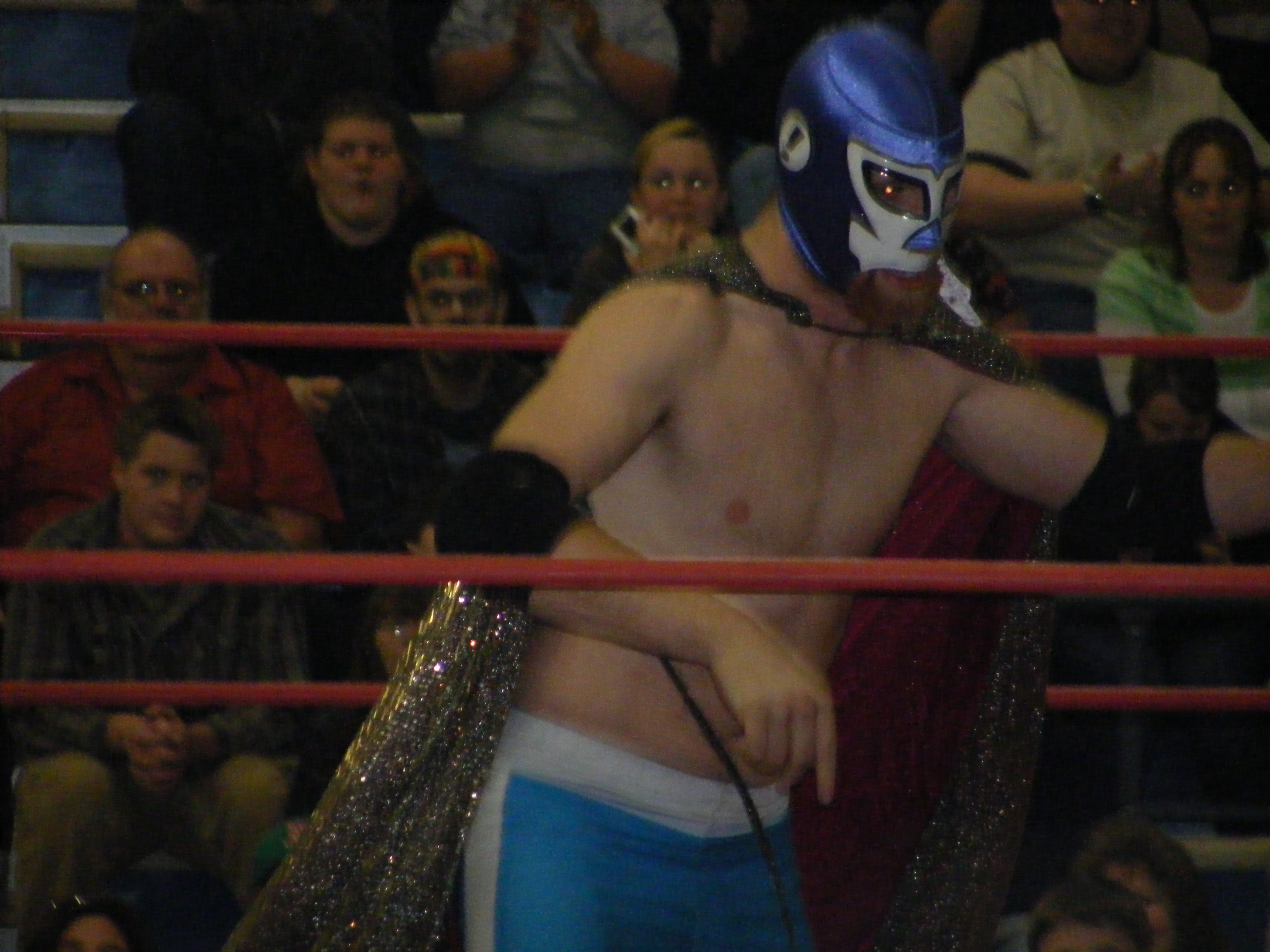
El Genérico en 2008.

También durante este tiempo, Genérico se separó como un competidor de luchas individuales, teniendo una fuerte carrera en el torneo Race to the Top 2007. Derrotó (en orden) a Delirious, Chris Hero y Davey Richards, solo para perder en la final ante Claudio Castagnoli. Después de que terminó la enemistad con The Brisco Brothers, Genérico y Steen pasaron varios meses en un feudo con The Hangmen Three en una rivalidad no concluyente que continuó en 2008. También intentaron ganar los Campeonatos Mundiales en Parejas de ROH, pero se quedaron cortos en un torneo por los títulos en Up For Grabs. Genérico llevó al Campeón Mundial de ROH, Nigel McGuinness al límite en Age of Insanity, pero finalmente perdió.
El 19 de septiembre de 2008, Genérico y Steen finalmente ganaron los Campeonatos Mundiales en Parejas de ROH al vencer a The Age of the Fall en Driven. Genérico perdió un segundo combate ante McGuinness en Glory by Honor VII. Genérico fue puesto en otro combate contra McGuinness en Caged Collision, pero perdió. El 10 de abril de 2009, en una grabación televisiva, Genérico y Steen perdieron los Campeonatos Mundiales en Parejas de ROH ante The American Wolves (Eddie Edwards y Davey Richards). Luego, Genérico sufrió una lesión en la rodilla y sufrió daños en el ligamento colateral medial.
El 19 de diciembre de 2009 en Final Battle 2009, luego de una derrota ante The Young Bucks, Steen cambió a heel al traicionar y atacar a El Genérico. Luego de eso, formó un equipo con Colt Cabana y juntos comenzaron un feudo con Steen y su nuevo compañero Steve Corino. En el siguiente evento, The Big Bang !, Genérico & Cabana derrotaron a Steen & Corino por descalificación, cuando Steen usó una silla para atacar a su excompañero. El 19 de junio en Death Before Dishonor VIII, Steen derrotó a El Genérico en una lucha individual. El 11 de septiembre en Glory By Honor IX Genérico & Cabana derrotaron a Steen & Corino en un Double Chain match, cuando Cabana obligó a Corino a rendirse. Después del combate, Steen atacó a El Genérico y lo desenmascaró. El 18 de diciembre en Final Battle 2010, El Genérico y Steen terminaron su feudo de un año de duración en un Unsanctioned Fight Without Honor, donde Genérico puso su máscara en juego contra la carrera en ROH de Steen. En las semanas previas al evento, Genérico debutó con un nuevo personaje más oscuro y un traje completamente negro. El Genérico ganó el combate y por lo tanto obligó a Steen a dejar Ring of Honor. El 2 de marzo de 2011, ROH anunció que El Genérico había firmado un nuevo contrato con la promoción.

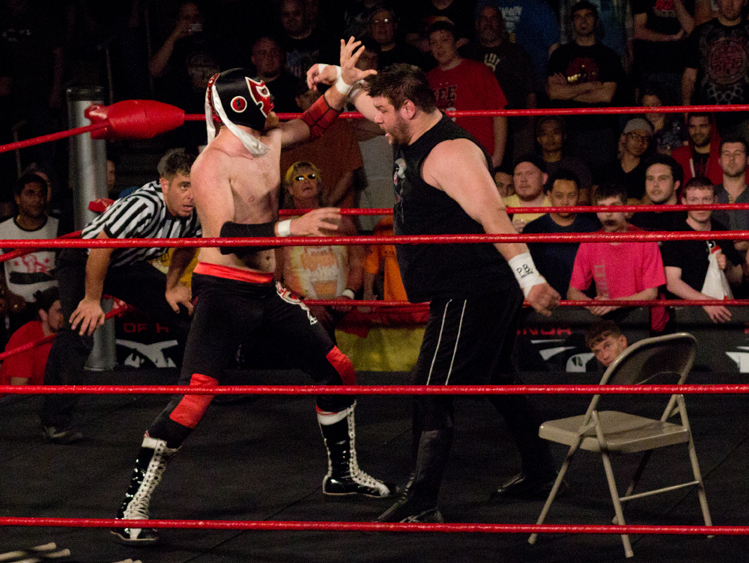
El Genérico y Kevin Steen tuvieron un feudo durante dos años en Ring of Honor.

El 1 de abril, en la primera noche de Honor Takes Center Stage, El Genérico fue derrotado por Michael Elgin de The House of Truth, liderado por Truth Martini, luego de la interferencia de un hombre enmascarado. Al día siguiente, El Genérico derrotó a otro miembro de The House of Truth, Roderick Strong, pero después del combate fue atacado por Elgin y Martini. Colt Cabana salió para salvarlo, pero también fue atacado por The House of Truth. Esto llevó a Christopher Daniels a salir al rescate, pero cambió a heel al atacar a Genérico y Cabana, uniéndose así a The House of Truth y revelándose a sí mismo como el hombre que le había costado a El Genérico su combate contra Elgin. El 26 de junio en Best in the World 2011, Genérico derrotó a Daniels para ganar el Campeonato Mundial de Televisión de ROH. Perdió el título ante Jay Lethal el 13 de agosto en las primeras grabaciones de Ring of Honor Wrestling bajo la bandera de Sinclair Broadcast Group. El 30 de marzo de 2012 en Showdown in the Sun, El Genérico se enfrentó al reincorporado Kevin Steen, pero fue derrotado en un Last Man Standing match y luego desapareció de ROH. Después de que Steen defendió con éxito el Campeonato Mundial de ROH el 13 de octubre en Glory By Honor XI: The Unbreakable Hope, recibió un paquete con la máscara de Genérico. El Genérico regresó a ROH el 16 de diciembre en Final Battle 2012: Doomsday, donde desafió sin éxito a Steen por el Campeonato Mundial de ROH en un "Ladder War". Esta fue su última aparición en ROH antes de firmar un contrato con la WWE.

### Dragon Gate (2007–2009)
Genérico viajó a Japón durante el verano de 2007, donde trabajó para la promoción Dragon Gate (DG) como representante gaijin (extranjero) del grupo New Hazard. Regresó a la promoción en julio de 2008, donde fue anunciado como el "estudiante de intercambio" de Tozawa-juku. El Genérico realizó su tercera gira con Dragon Gate en octubre de 2009, cuando luchó como miembro del grupo Kamikaze.

### DDT Pro-Wrestling (2011–2012)
A principios de 2011, El Genérico comenzó a hacer apariciones semi regulares para la promoción DDT Pro-Wrestling, haciendo su debut el 3 de enero con una victoria sobre Shinichiro Tominaga. El 19 de septiembre, El Genérico ganó su primer título en Japón, cuando derrotó a Isami Kodaka para ganar el Campeonato de la División Extrema DDT. Luego de las exitosas defensas del título contra Shuji Ishikawa y Sanshiro Takagi, perdió el título ante Kodaka el 3 de enero de 2012. El Genérico también participó en la promoción Union Pro de DDT Pro-Wrestling, sobre todo derrotando a Kota Ibushi en el combate de regreso de Ibushi de una lesión en el hombro el 4 de mayo de 2012. El 18 de agosto, El Genérico luchó su primer combate en Nippon Budokan, derrotando al debutante Konosuke Takeshita. El 30 de septiembre, El Genérico derrotó a Kota Ibushi para ganar el Campeonato Peso Abierto de KO-D, el título principal de DDT. El Genérico hizo su primera defensa exitosa del título el 21 de octubre en una revancha contra Ibushi. El 25 de noviembre, El Genérico derrotó al Campeón en Parejas de KO-D Mikami en su segunda defensa exitosa del Campeonato Peso Abierto de KO-D. El 23 de diciembre, El Genérico perdió el Campeonato Peso Abierto de KO-D ante Kenny Omega en su tercera defensa.

### Dragon Gate USA and Evolve (2012)
El 31 de marzo de 2012, El Genérico hizo su debut en Dragon Gate USA (DGUSA), cuando derrotó a Chuck Taylor, Cima, Lince Dorado, Rich Swann y Samuray del Sol en un Six-way match. El 13 de abril, El Genérico hizo su debut en Evolve, una promoción estrechamente afiliada con DGUSA, perdiendo ante Low Ki. Después de otra derrota ante Ricochet el 11 de mayo, El Genérico obtuvo su primera victoria en la promoción el 12 de mayo al derrotar a Sami Callihan. El Genérico tuvo dos luchas individuales contra Samuray del Sol; la primera el 28 de junio en Evolve 14, la cual fue ganada por El Genérico, y la lucha de revancha al día siguiente en Evolve 15, la cual fue ganada por Samuray. El Genérico regresó a Dragon Gate USA el 28 de julio, cuando él & Samuray fueron derrotados en una lucha por equipos por AR Fox y Cima. El 8 de septiembre, El Genérico y Samuray del Sol se enfrentaron en otro evento principal de Evolve, el cual ganó El Genérico. El 4 de noviembre en el Freedom Fight 2012 de Dragon Gate USA, El Genérico se unió a Samuray en una lucha por equipos, donde derrotaron a Genki Horiguchi & Ryo Saito. Los dos volvieron a ganar el 8 de diciembre en Evolve 18, donde derrotaron a Super Smash Bros (Player Uno & Stupefied).

### WWE

#### Campeón de NXT (2013-2015)
El 9 de enero de 2013, se informó de que Sebei había firmado con la WWE. Al día siguiente, se especificó de que habían llegado a un acuerdo verbal para firmar después de pasar las pruebas médicas y de drogas. El 30 de enero, se informó que Sebei había pasado sus exámenes médicos y oficialmente firmó su contrato con la WWE. El 13 de febrero de 2013, hizo su debut en el territorio de desarrollo de la WWE, NXT Wrestling, pero no luchó. El debut en el ring de Sebei en NXT tuvo lugar en un evento en vivo el 7 de marzo en Tampa, Florida, donde luchó contra un equipo mientras trabajaba sin máscara y bajo su nombre real.
Sebei finalmente se decidió por el nombre de Sami Zayn. Zayn hizo su debut televisivo el 22 de mayo en NXT, derrotando a dos excampeones de la WWE, primero a Curt Hawkins en su lucha inaugural y luego desafió y consiguió una victoria sobre Antonio Cesaro más tarde esa misma noche. La semana siguiente, participó en un 18-man Battle Royal para determinar al contendiente #1 al Campeonato de NXT, pero fue eliminado por Mason Ryan. El 12 de junio en NXT, Zayn sufrió su primera derrota en NXT en una lucha de revancha contra Cesaro. El 17 de julio en NXT, Zayn no pudo ganar otro combate para determinar al contendiente #1 al Campeonato de NXT en el que también compitieron Cesaro y Leo Kruger. El 31 de julio en NXT, Zayn se asoció con el campeón de NXT Bo Dallas para enfrentarse a Cesaro & Kruger; después de que Cesaro y Zayn pelearan por su cuenta, Dallas perdió el combate y luego culpó a Zayn por la derrota. El 21 de agosto en NXT, Cesaro derrotó a Zayn en un 2-out-of-3 Falls match para terminar el feudo. El 6 de septiembre, Zayn hizo su debut en la WWE en un evento en vivo en su ciudad natal, Montreal, Canadá, donde derrotó a Cesaro. Cuando Zayn puso en la mira el Campeonato de NXT de Dallas, Dallas le costó a Zayn su lucha contra el compañero de The Real Americans de Cesaro, Jack Swagger. Dallas tuvo un desafío abierto para determinar al próximo contendiente al título, pero le prohibió a Zayn competir. Sin embargo, Zayn se hizo pasar por El Local, un luchador enmascarado, y derrotó a Dallas para ganar una oportunidad por el título. El combate se produjo en el episodio 16 de octubre de NXT, pero el gerente general de NXT, John Bradshaw Layfield, reinició el combate cuando Zayn ganó a pesar de que el pie de Dallas estaba sobre las cuerdas y luego Dallas empujó a Zayn contra un esquinero expuesto para retener el título.
En noviembre de 2013, después de empatar un Beat the Clock Challenge con Adrian Neville al derrotar a Leo Kruger, Zayn perdió un combate para determinar al contendiente #1 al Campeonato de NXT contra Neville en el episodio del 27 de noviembre de NXT. Zayn pasó a tener un feudo con Kruger y dicho feudo terminó cuando Zayn ganó un 2-out-of-3 Falls match en el episodio del 1 de enero de 2014 de NXT. Después de eso, la obsesión de Zayn con su derrota ante Cesaro el año anterior lo llevó a desafiar a Cesaro a una revancha en NXT Arrival; En el evento, Zayn fue derrotado nuevamente, pero Cesaro mostró respeto hacia Zayn después del combate. Después de eso, inició un feudo con Corey Graves, con Zayn perdiendo ante Graves por decisión arbitraria en el episodio del 3 de abril de NXT, luego de que Graves capitalizara una lesión en la cabeza de Zayn. En el episodio del 8 de mayo de NXT, Zayn participó en un 20-man Battle Royal por una lucha por el Campeonato de NXT, con Zayn involucrado en un empate de tres. Como resultado, Zayn se enfrentó a los otros dos ganadores, Tyler Breeze y Tyson Kidd en un Triple Threat match en el próximo episodio de NXT, donde Kidd ganó para convertirse en el contendiente #1. En NXT TakeOver, Zayn perdió ante Breeze en otra lucha para determinar al siguiente contendiente #1.
En junio de 2014, Zayn tuvo un feudo con Tyson Kidd después de que Kidd lo abandonó durante un combate contra los Campeones en Parejas de NXT The Ascension. Después de que Zayn derrotara a Justin Gabriel, tanto Kidd como Gabriel atacaron a Zayn, quien fue salvado por su amigo, el campeón de NXT Adrian Neville. Más tarde, Zayn derrotó a Kidd dos veces para ponerle fin al feudo, una vez en una lucha individual en el episodio del 17 de julio de NXT, así como en un combate por equipos con Adam Rose contra Gabriel & Kidd, la que fue la primera ronda de un torneo por una oportunidad por los Campeonatos en Parejas de NXT. Zayn & Rose perdieron en la segunda ronda ante The Lucha Dragons (Kalisto & Sin Cara). Cuando Zayn, Kidd y Tyler Breeze exigieron un combate por el Campeonato de NXT, el campeón Neville aceptó enfrentar a los tres en un Fatal 4-Way match en NXT TakeOver: Fatal 4-Way. Para promocionar ese combate, Zayn y Neville aparecieron en el episodio del 8 de septiembre de Raw, derrotando a Breeze y Kidd mientras hacían su debut en el elenco principal.
En NXT TakeOver: Fatal 4-Way, Zayn casi ganó el Fatal 4-Way match por el Campeonato de NXT, pero el campeón Neville lo detuvo arrastrando al árbitro fuera del ring mientras avanzaba para ganar y retener su título. Esto causó tensión dentro de la amistad de Neville y Zayn. Después de que Zayn perdió otro combate, esta vez con Titus O'Neil, se comprometió a iniciar un "camino a la redención" que lo lleva al Campeonato de NXT, lo que lo vio derrotar a Tyson Kidd, Titus O'Neil y Tyler Breeze en luchas individuales. Zayn fue recompensado con una lucha titular contra Neville en el episodio del 13 de noviembre de NXT en la que Neville pareció lesionarse durante el combate, pero aprovechó que Zayn lo revisó para ganar el combate y retener el título. Neville aceptó el desafío de Zayn a una lucha de revancha por el título, con Zayn prometiendo abandonar NXT si perdía.
El 11 de diciembre en NXT TakeOver: R Evolution, Zayn derrotó a Neville para ganar el Campeonato de NXT. Después de la victoria, Zayn fue felicitado por muchos otros luchadores de NXT, incluidos Neville y Kevin Owens (el anterior Kevin Steen). El espectáculo terminó con Owens traicionando y atacando a Zayn para arruinar su reunión. En su primera defensa del título, Zayn derrotó a Neville en una revancha titular en el episodio del 14 de enero de 2015 de NXT, pero sufrió otro ataque posterior al combvate por parte de Owens. Debido a eso, Zayn exigió una lucha contra Owens, incluso si eso significaba poner el título en juego, por lo que se estableció una lucha por el título en NXT TakeOver: Rival. En el evento, Owens capturó el título de Zayn a través de la decisión arbitraria, luego de aplicarle a un desorientado Zayn cinco powerbombs, terminando su reinado a los 62 días.

#### Rivalidad con Kevin Owens (2015-2017)
En el episodio del 4 de mayo de Raw, Zayn fue presentado por Bret Hart como el oponente de John Cena para su desafío abierto semanal por el Campeonato de Estados Unidos, lo que tuvo lugar en su ciudad natal Montreal, Canadá; Zayn fue fuertemente favorecido por la multitud sobre Cena pero al final perdió el combate. Después del combate, Cena dejó que Zayn tuviera el ring y una gran ovación de parte de la multitud. Sin embargo, Zayn se había lesionado el hombro antes del combate y se sometió a una resonancia magnética para un análisis más detallado. En NXT TakeOver: Unstoppable, la revancha del Campeonato de NXT de Zayn contra Kevin Owens terminó sin resultado cuando Zayn no pudo continuar compitiendo. Owens continuó atacando a Zayn hasta que el debutante Samoa Joe hizo el rescate.
Después de una ausencia de siete meses, Zayn regresó de la lesión en el episodio del 23 de diciembre de NXT (grabado en el evento NXT TakeOver: London el 16 de diciembre) y derrotó a Tye Dillinger. El 1 de abril, Zayn perdió ante Shinsuke Nakamura en la lucha de debut de este último en NXT TakeOver: Dallas, luego de lo cual ambos recibieron una ovación de pie y mientras Nakamura abandonaba el ring, Zayn se despidió de los fanáticos de NXT, lo que indicó que esa sería su última aparición en NXT.

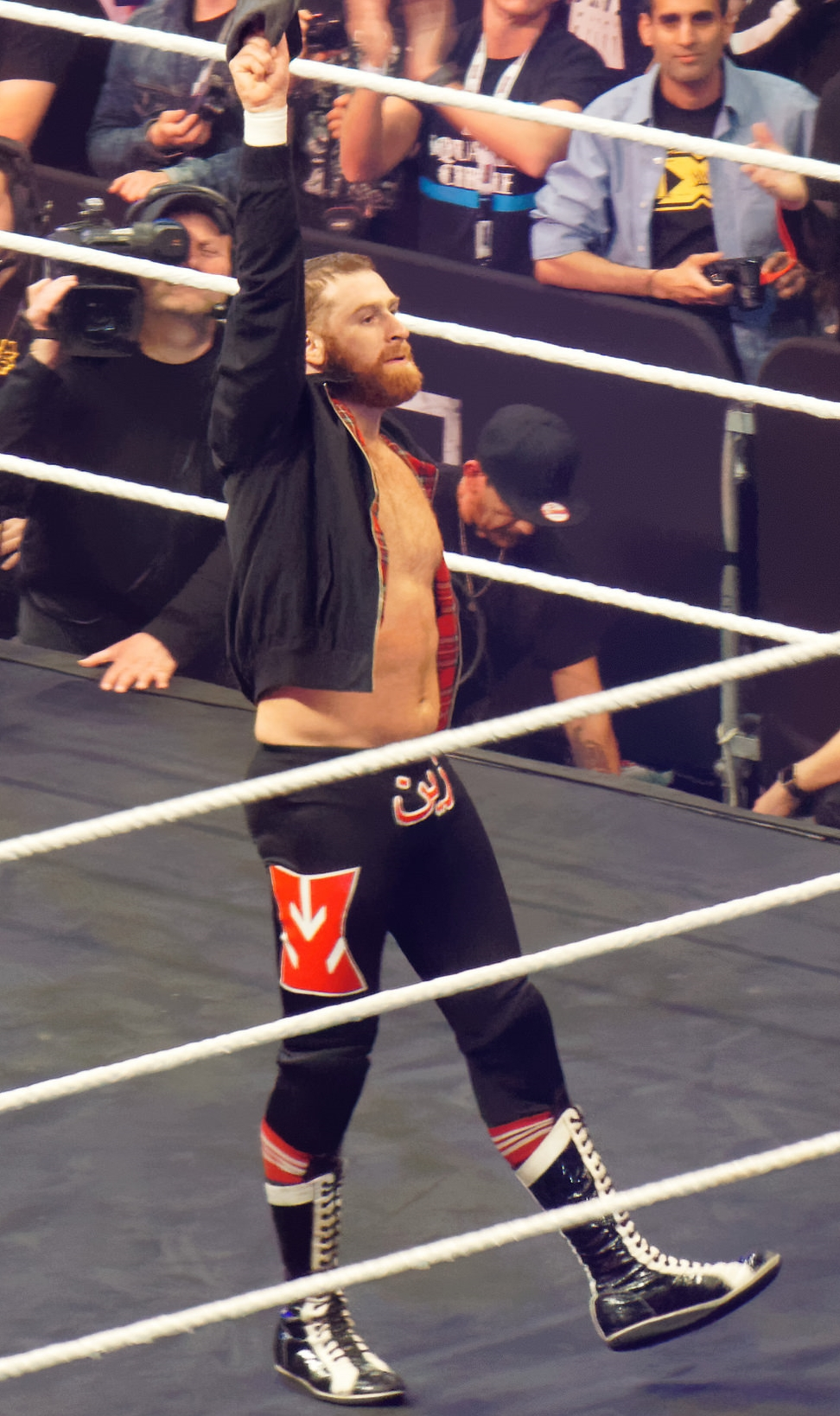
Zayn en NXT TakeOver: Dallas en abril de 2016.

El 24 de enero de 2016 en Royal Rumble, Zayn compitió en el Royal Rumble match entrando como el número 20, eliminando a Kevin Owens antes de ser eliminado por Braun Strowman. En el episodio de Raw del 7 de marzo, Zayn hizo un regreso sorpresa al elenco principal y atacó a Owens, quien intentaba atacar a Neville después de su lucha. Esto condujo a una lucha por equipos en SmackDown, en la que Zayn y Neville derrotaron a Owens y The Miz. Zayn continuó obteniendo victorias contra luchadores como The Miz y Stardust. En WrestleMania 32, Zayn compitió contra Owens, Dolph Ziggler, The Miz, Stardust, Sin Cara y Zack Ryder en un Ladder match por el Campeonato Intercontinental, el cual ganó Ryder. En el episodio del 4 de abril de Raw, Zayn estaba programado para competir en un Fatal 4-Way match contra Owens, AJ Styles y Chris Jericho para determinar al contendiente #1 al Campeonato Mundial Peso Pesado de WWE, pero fue atacado por Owens, quien le aplicó un powerbomb a través de una mesa tras bastidores, por lo que fue reemplazado por Cesaro (quien hacía su regreso). Debido a las acciones de Owens, Shane McMahon le dio a Zayn otra oportunidad en el episodio del 11 de abril de Raw para convertirse en contendiente #1 al hacerle frente a Styles, quien había ganado el Fatal 4-Way match la semana anterior, pero Zayn perdió ante Styles. En el episodio del 18 de abril de Raw, McMahon programó una lucha entre Zayn y Owens en Payback, el cual ganó Owens. En el episodio del 9 de mayo de Raw, Zayn derrotó a The Miz para entrar en un Fatal 4-Way match por el Campeonato Intercontinental en Extreme Rules, pero Miz retuvo el título en el evento. En el episodio del 23 de mayo de Raw, Zayn derrotó a Sheamus para clasificar en el Money in the Bank Ladder match en Money in the Bank, pero no logró ganar el combate ya que Dean Ambrose ganó el maletín.

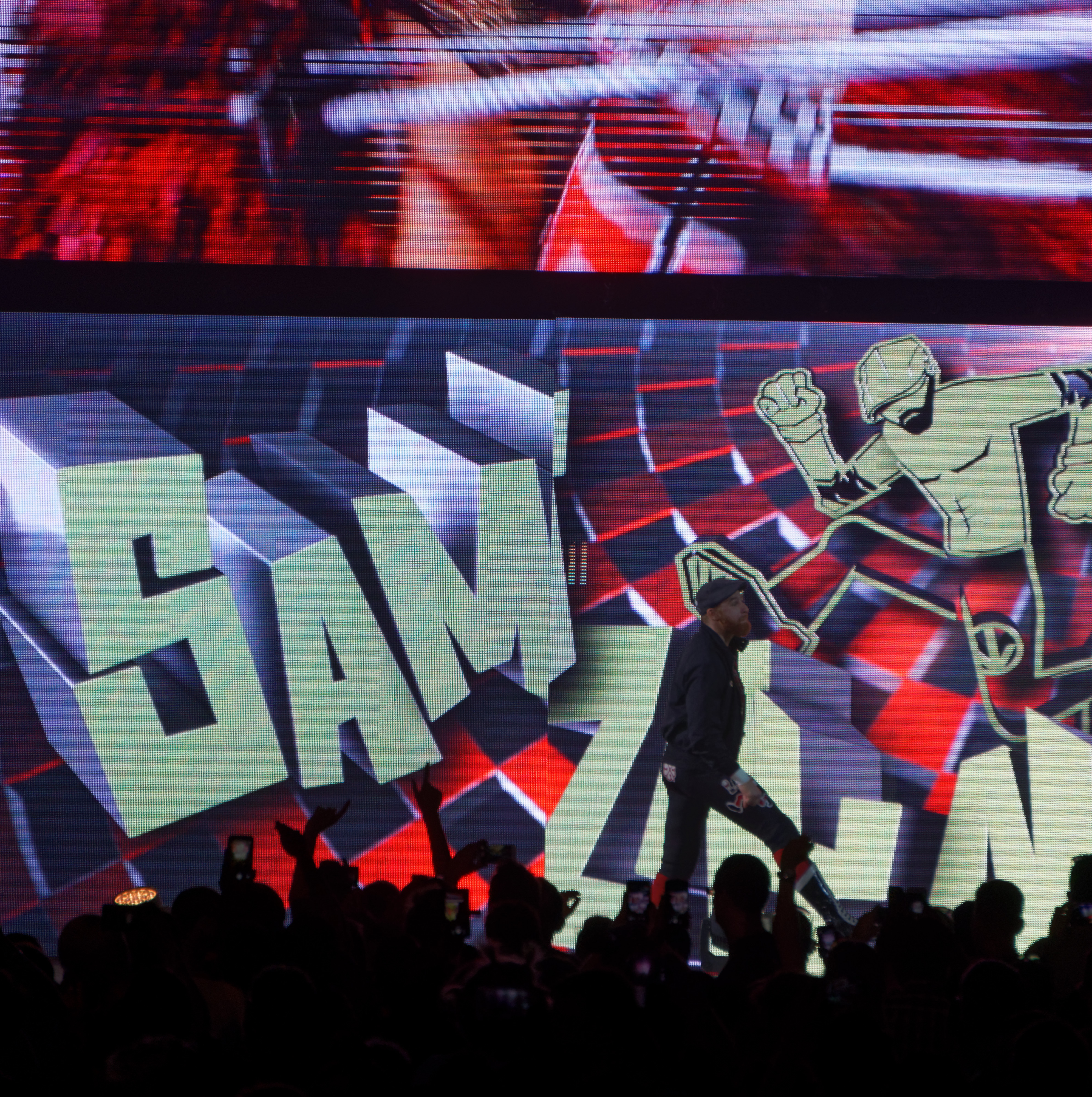
Zayn en un evento en vivo de la WWE en septiembre de 2016.

El 19 de julio, debido al Draft y a la nueva separación de marcas, Zayn fue reclutado por la marca Raw. En Battleground, Zayn derrotó a Owens. En el kick-off de SummerSlam, Zayn & Neville derrotaron a The Dudley Boyz. En el episodio del 12 de septiembre de Raw, Zayn apareció en el segmento "The Highlight Reel" de Chris Jericho, donde fue atacado por Jericho; esto los llevó a una lucha en Clash of Champions, donde Zayn perdió ante Jericho. En el episodio del 17 de octubre de Raw, Zayn comenzó un feudo con Braun Strowman luego de evitar que confrontara al gerente general de Raw, Mick Foley. En el episodio del 31 de octubre de Raw, Zayn participó en un Battle Royal para clasificar en el Team Raw en Survivor Series, pero fue el último eliminado por Strowman. el episodio del 1 de noviembre de SmackDown, el campeón Intercontinental Dolph Ziggler hizo un desafío abierto a cualquier luchador de la marca Raw. En el episodio del 7 de noviembre de Raw, Zayn declaró que Mick Foley quería que se enfrentara a Ziggler, pero la comisionada Stephanie McMahon, quien prefería a Rusev como el oponente de Ziggler, hizo que Zayn se enfrentara a Rusev para determinar al retador de Ziggler, derrotándolo para ganar la lucha por el título. En el episodio del 15 de noviembre de SmackDown, The Miz derrotó a Ziggler para ganar el campeonato, por lo que Zayn se enfrentó a The Miz por el Campeonato Intercontinental en Survivor Series, pero fue derrotado (si Zayn hubiera ganado, el campeonato habría sido mandado a Raw). La noche siguiente en Raw, por órdenes de Stephanie McMahon, Foley le ordenó a Zayn que compitiera en una lucha contra Braun Strowman como castigo por no llevar el Campeonato Intercontinental a Raw. Strowman atacó a Zayn antes del combate y lo siguió atacó hasta que Foley salió para detener el combate. En el episodio del 28 de noviembre de Raw, durante un combate de Strowman, Zayn atacó a Strowman, lo que lo llevó a una confrontación con Foley. En el episodio del 12 de diciembre de Raw, después de que Zayn derrotara a Jinder Mahal, se negó a ser transferido a SmackDown y exigió una lucha contra Strowman; el combate se realizó en Roadblock: End of the Line con un límite de tiempo de 10 minutos, el cual Zayn ganó después de completar los 10 minutos, a pesar de que Foley estuvo a punto de tirar la toalla por él para detener la lucha.
En el episodio del 2 de enero de 2017 de Raw, Zayn fue derrotado por Strowman en un Last Man Standing match, terminando de esta manera el feudo. En el episodio del 23 de enero de Raw, Zayn derrotó a Seth Rollins para ganar el puesto de Rollins en el Royal Rumble match, luego de que Rollins se distrajera con la música de entrada de Triple H. En Royal Rumble, Zayn entró como el número 8 en el Royal Rumble match y duró más de 47 minutos antes de ser eliminado por The Undertaker. La noche siguiente en Raw, Zayn derrotó al Campeón de Estados Unidos Chris Jericho en una lucha no titular, pero no ganó el título la semana siguiente en Raw. En el episodio del 13 de febrero de Raw, Zayn derrotó a Rusev. Después del combate, Zayn respondió a los comentarios hechos por Samoa Joe durante una entrevista tras bastidores. A Zayn lo interrumpió la música de entrada de Joe, y este último le tendió una emboscada, atacando a Zayn antes de aplicarle el Coquina Clutch. Zayn se enfrentó a Joe en Fastlane, pero fue derrotado y continuó su feudo con Joe la noche siguiente. En la próxima edición de Raw, Zayn & Jericho derrotaron a Owens & Joe por descalificación después de que Owens y Joe atacaran a Jericho al mismo tiempo. En el episodio del 20 de marzo de Raw, cuando Stephanie McMahon despidió al gerente general de Raw, Mick Foley, Zayn defendió a Foley y dijo que McMahon debería sentirse avergonzada de sí misma, lo que la llevó a poner a Zayn en un combate contra Joe, la cual Zayn perdió por rendición. En el episodio de Raw del 27 de marzo, Zayn derrotó a Owens en un No Disqualification match, por lo que salvó su trabajo y clasificó en el André the Giant Memorial Battle Royal en WrestleMania 33, aunque no logró ganar el combate.
El 11 de abril, Zayn fue traspasado a SmackDown como parte del Superstar Shake-up. La semana siguiente en SmackDown, Zayn no se convirtió en el contendiente #1 al Campeonato de WWE después de perder un Six-pack Challenge. En Backlash, Zayn derrotó a Baron Corbin. Más tarde, Zayn fue anunciado como uno de los participantes en el Men's Money in the Bank Ladder match en Money in the Bank junto con AJ Styles, Baron Corbin, Dolph Ziggler, Kevin Owens y Shinsuke Nakamura, pero no logró ganar. Más tarde, Zayn participó en el Independence Day Battle Royal por una oportunidad por el Campeonato de Estados Unidos, pero fue el último eliminado por el eventual ganador AJ Styles. En Battleground, Zayn derrotó a Mike Kanellis.

#### Alianza con Kevin Owens (2017-2019)
El 8 de octubre en Hell in a Cell, Zayn cambió a heel (rudo) por primera vez en su carrera al salvar a Kevin Owens de un elbow drop desde la estructura de la celda infernal a través de una mesa de comentaristas por parte de Shane McMahon, arrastrando a Owens después de eso para que cubriera a McMahon y así conseguir su victoria. En el episodio del 10 de octubre de SmackDown, Zayn describió a Owens como su "hermano" y explicó que sus acciones se debieron a que McMahon no le dio oportunidades a Zayn a pesar de que la marca SmackDown fue apodada "La Tierra de Oportunidades". En el episodio del 24 de octubre de SmackDown, Zayn fue derrotado por Randy Orton por un puesto en el Team SmackDown para enfrentar al Team Raw en Survivor Series. En el kick-off de Survivor Series, Zayn & Owens derrotaron a Breezango (Tyler Breeze & Fandango). Más tarde esa noche, Owens y Zayn interfirieron en el evento principal y atacaron a Shane, pero fue contraproducente después de que Shane atacara a ambos con una silla de acero y Orton le aplicara un RKO a Owens. En Clash of Champions, Zayn & Owens se enfrentaron a Orton & Shinsuke Nakamura en una lucha por equipos con el comisionado Shane McMahon y el gerente general Daniel Bryan como árbitros invitados especiales y sus trabajos en juego. En el evento, derrotaron a Orton y Nakamura luego de un rápido conteo de Bryan.
Más tarde, Zayn y Owens obtuvieron victorias no titulares sobre el campeón de WWE AJ Styles en los episodios respectivos de SmackDown, ganando así una oportunidad titular ante Styles en un 2-on-1 Handicap match en Royal Rumble. Ambos hombres no pudieron ganar el título en el evento. Más tarde, Zayn se robó el lugar número 10 de Tye Dillinger en el Royal Rumble match, pero fue eliminado por el eventual ganador Shinsuke Nakamura. Dos noches después en SmackDown, Zayn abandonó a Kevin Owens durante una lucha por equipos contra Styles & Nakamura. Zayn se enfrentó a Owens en el episodio del 6 de febrero de SmackDown para determinar al oponente de Styles por el Campeonato de WWE en Fastlane. El combate terminó en doble descalificación después de que Styles, quien estaba en la mesa de comentaristas, atacó a Zayn y Owens. Esto llevó al gerente general de SmackDown, Daniel Bryan, a programar un Triple Threat match por el Campeonato de WWE que involucra tanto a Owens como a Zayn. Durante las siguientes semanas, Dolph Ziggler, Baron Corbin y John Cena fueron añadidos a la lucha titular, convirtiéndolo en un Six-pack Challenge. Luego de eso, Zayn dijo que ayudaría a Owens a ganar el título en el evento, pero en un Fatal 5-Way match, Zayn terminó cubriendo a Owens después de un Helluva Kick para conseguir la victoria. En Fastlane, AJ Styles retuvo el título en el Six-pack Challenge. En el episodio del 20 de marzo de SmackDown, Zayn y Owens fueron despedidos por Bryan como castigo por haber atacado a Shane McMahon la semana anterior. Zayn y Owens atacaron a Bryan después del anuncio. En WrestleMania 34, Owens & Zayn fueron derrotados por Bryan & McMahon (si Zayn y Owens hubieran ganado, habrían sido recontratados a SmackDown).
En lo que respecta al episodio de Raw después de WrestleMania, Zayn y Owens, como agentes libres, solicitaron trabajo con el gerente general de Raw, Kurt Angle, aunque reacio, Angle haría una lucha entre los dos, con el ganador ganando un contrato con Raw, sin embargo, la lucha terminó sin resultado, dejando a Zayn y Owens aún como agentes libres. En el episodio del 16 de abril de Raw, Zayn y Owens recibirían contratos con Raw por parte de la comisionada Stephanie McMahon. Más tarde esa misma noche, formaron equipo con The Miz & Miztourage (Bo Dallas & Curtis Axel) par enfrentarse a Braun Strowman, Bobby Lashley, Finn Bálor, Seth Rollins & Bobby Roode en un 10-man Tag Team match, pero fueron derrotados. En Greatest Royal Rumble, evnto en vivo grabado desde Jeddah, Arabia Saudita, se suponía que Zayn participaría en el Greatest Royal Rumble match, pero no pudo asistir al evento debido a una lesión sufrida a manos de Bobby Lashley (kayfabe). En Backlash, Zayn & Owens fueron derrotados por Lashley & Braun Strowman. En el episodio del 7 de mayo de Raw, Zayn se enfrentó a Roman Reigns y Finn Bálor en un Triple Threat match clasificatorio para el Men's Money in the Bank Ladder match, pero fue derrotado por Bálor. La semana siguiente en Raw, Zayn interfirió en el Triple Threat match entre Owens, Lashley y Elias atacando a Lashley, haciendo que Owens ganara el combate y una clasificación al Men's Money in the Bank Ladder match. Debido a eso, Zayn tuvo un breve feudo con Lashley, durante el cual Zayn se burló de la familia de Lashley y cuestionó su servicio militar. En Money in the Bank, Zayn perdió ante Lashley. Después del evento, se informó que Zayn tuvo una cirugía para reparar sus dos manguitos rotadores. En el episodio del 17 de diciembre de Raw, se mostró un video promocional acerca del regreso de Zayn a los cuadriláteros, al igual que su amigo Kevin Owens.
A principios de 2019, Zayn comenzó a prepararse para su regreso a la acción, entrenando en el WWE Performance Center. Zayn regresó después de una ausencia de casi diez meses en el episodio de Raw después de WrestleMania 35, compitiendo en una lucha improvisada por el Campeonato Intercontinental contra Finn Bálor. Zayn fue aclamado y actuó como babyface durante todo el combate. Sin embargo, después de ser derrotado, Zayn tomó el micrófono y dijo que en verdad sentía que la multitud lo había extrañado, pero les aseguró que él no los extrañaba en absoluto, manteniéndose con heel. Zayn continuó ridiculizando a los fanáticos y terminó diciendo "nos vemos en el infierno" antes de marcharse del ring. Zayn continuó dando ese tipo de promos durante las siguientes semanas, con Zayn despotricando a la audiencia. Esto llevó a Braun Strowman a atacar a Zayn en el episodio del episodio del 6 de mayo de Raw, quien lo persiguió hasta el área tras bastidores, lo arrojó a un contenedor de basura y luego fue vaciado en el camión cuando llegó el momento de vaciar el contenedor. La noche siguiente en SmackDown, Zayn apareció en la marca a través de la regla de invitación sorpresa, y compitió en un Triple Threat match por el Campeonato de WWE contra el campeón Kofi Kingston y AJ Styles, pero fue derrotado por Kingston a pesar de una interferencia de Kevin Owens. La semana siguiente en Raw, Zayn derrotó a Strowman en un Falls Count Anywhere match con la ayuda de Baron Corbin y Drew McIntyre. Esto le valió el puesto de Strowman en el Money in the Bank Ladder match. El 19 de mayo en Money in the Bank, Zayn fue atacado tras bastidores por lo que se creía que era Strowman, sin embargo, más tarde se reveló que fue Brock Lesnar el atacante. La noche siguiente en Raw, Zayn fue derrotado por Strowman en una lucha individual. Después de eso, Zayn reformó su equipo con Owens. El 27 de mayo en Raw, Zayn perdió ante el Campeón Universal de WWE Seth Rollins en una lucha no titular. En el episodio del 10 de junio de Raw, Zayn se convirtió en el árbitro especial invitado del combate entre Rollins y Owens. A pesar de haber sido amenazado por Rollins, Zayn hizo que Owens ganara por descalificación, por lo que fue atacado por Rollins después del combate. La noche siguiente en SmackDown, The New Day (Big E, Kofi Kingston & Xavier Woods) derrotaron al equipo de Dolph Ziggler, Kevin Owens & Sami Zayn, este último apareció en la marca a través de la regla de invitación sorpresa. La semana siguiente en Raw, The New Day derrotó al equipo de Owens (quién apareció en la marca también a través de la regla de invitación), Zayn y Baron Corbin en un 2-out-of-3 Falls match cuando Owens y Zayn abandonaron a Corbin en el ring luego de que este último atacara accidentalmente a Zayn. En Stomping Grounds, Zayn & Owens derrotaron a Big E & Woods en una lucha por equipos. El dúo de Zayn y Owens se separó nuevamente después de que Owen se volvió face. En el episodio del 15 de julio de Raw, Zayn participó en un 10-man Battle Royal para determinar al contendiente número uno al Campeonato Universal de Brock Lesnar en SummerSlam, pero fue derrotado por Seth Rollins. En el episodio del 29 de julio de Raw, Zayn compitió en un Gauntlet match para determinar al contendiente número uno al Campeonato de Estados Unidos de AJ Styles en SummerSlam, pero fue eliminado por Rey Mysterio. La noche siguiente en SmackDown, Zayn desafió a Aleister Black a una lucha en SummerSlam, la cual fue aceptaba por Black. Sin embargo, dicha lucha tuvo lugar en el episodio del 6 de agosto de SmackDown, donde Zayn fue derrotado por Black. En el episodio del 12 de agosto de Raw, Zayn perdió ante Samoa Joe. En el episodio del 19 de agosto de Raw, Zayn enloqueció después de su derrota ante Cedric Alexander en la primera ronda del torneo King of the Ring. En ese momento, Zayn había perdido quince de sus últimos dieciséis combates individuales televisados.

#### Artist Collective y Campeón Intercontinental (2019-2020)
La noche siguiente en SmackDown, Zayn unió fuerzas con el Campeón Intercontinental Shinsuke Nakamura, mientras atacaban a The Miz en un episodio del segmento Miz TV. Era evidente que Zayn se posicionará como el vocero de Nakamura. En el episodio del 10 de septiembre de SmackDown, Zayn interrumpió a The Undertaker, quien le aplicó un Chokeslam después de que Zayn lo insultara. En Clash of Champions, Zayn ayudó a Nakamura a retener el Campeonato Intercontinental ante Miz. El 14 de octubre, debido al Draft, Zayn fue traspasado a la marca SmackDown junto con Nakamura, quien permanecería en dicha marca. En el episodio del 25 de octubre de SmackDown, Zayn y Nakamura interrumpieron a Daniel Bryan durante una entrevista con Michael Cole en el ring, y le ofrecieron unirse a su causa para salvar el mundo en lugar de cuidar el Universo de WWE. En lugar de decir algo, Bryan simplemente dejó el ring. En el episodio del 8 de noviembre de SmackDown, mientras Zayn nuevamente intentaba convencer a Bryan de unirse a su facción, "The Fiend" Bray Wyatt apareció detrás de Bryan y lo atacó con un Mandible Claw. La semana siguiente en SmackDown, Bryan le dejó en claro a Zayn y Nakamura que no se uniría a ellos. En el episodio del 22 de noviembre de SmackDown, Zayn presentó un nuevo diseño de cinturón del Campeonato Intercontinental para Nakamura.
En Elimination Chamber derrotó a Braun Strowman convirtiéndose en el nuevo Campeón Intercontinental de WWE, luego de 5 años de su debut en el elenco principal. Posteriormente comenzó un feudo contra Daniel Bryan por el Campeonato Intercontinental de la WWE camino a WrestleMania 36. En la noche 1 de WrestleMania 36 derrotó a Daniel Bryan y retuvo el Campeonato Intercontinental de la WWE, terminando el feudo. Dejó de aparecer en televisión por la Pandemia del Coronavirus y por una cirugía a la cual se someteriá, luego el 12 de mayo dejó vacante el Campeonato Intercontinental de la WWE debido a su lesión y no poder defenderlo, terminando con un reinado de 70 días.
En Clash Of Champions, derrotó a Jeff Hardy y a AJ Styles en una Triple Threat Ladder Match y ganó el Campeonato Intercontinental de la WWE por segunda vez, aunque según Zayn recuperó el título que nunca perdió. 5 días después en SmackDown!, derrotó a Jeff Hardy y retuvo el Campeonato Intercontinental de la WWE, terminando el feudo. En el SmackDown! del 13 de noviembre, derrotó a Apollo Crews por conteo de 10 afuera y retuvo el Campeonato Intercontinental de la WWE. En Survivor Series, representando a SmackDown! se enfrentó al Campeón de los Estados Unidos Bobby Lashley que representaba a Raw, sin embargo perdió. En el Kick-Off de T.L.C: Tables, Ladders & Chairs, junto a King Corbin, Cesaro & Shinsuke Nakamura fueron derrotados por Big E, Daniel Bryan, Chad Gable & Otis. En el SmackDown! emitido el 25 de diciembre, fue derrotado por Big E en un Lumberjack Match perdiendo el Campeonato Intercontinental de la WWE, terminando con un reinado de 86 días.
Iniciando el 2021, en el SmackDown! del 1.º de enero, interfirió en el combate entre Big E contra King Corbin, atacando a Big E pero fue ahuyentado por Apollo Crews, después hizo equipo con King Corbin siendo derrotados por Big E & Apollo Crews, la siguiente semana en SmackDown!, participó en la Gauntlet Match por una oportunidad al Campeonato Universal de la WWE de Roman Reigns en Royal Rumble, entrando de #2, sin embargo fue eliminado rápidamente por Rey Mysterio, debido a que estuvo haciendo una promo diciendo que la "WWE es corrupta y están encontra de él" y la siguiente semana en SmackDown!, interfirió en el combate por el Campeonato Intercontinental de la WWE de Big E contra Apollo Crews, atacando a ambos.

#### Teórico conspiranoico y el gran libertador (2021-2022)
En Royal Rumble, participó en el Men's Royal Rumble Match, entrando de #3, sin embargo fue eliminado por Big E, durando 13 minutos y 4 segundos. 5 días después en SmackDown!, se enfrentó a Big E y a Apollo Crews en una Triple Threat Match por el Campeonato Intercontinental de la WWE, sin embargo perdió, la siguiente semana en SmackDown!, junto a King Corbin derrotaron a Dominik & Rey Mysterio clasificando al Elimination Chamber Match por una oportunidad al Campeonato Universal de la WWE de Roman Reigns en Elimination Chamber, más tarde esa misma noche, junto a Corbin atacaron a Daniel Bryan & Cesaro, aunque después atacó a Corbin, pero fue atacado por Jey Uso y la siguiente semana en SmackDown!, junto a Jey Uso & King Corbin fueron derrotados por Kevin Owens, Daniel Bryan & Cesaro. En Elimination Chamber, se enfrentó a Daniel Bryan, Kevin Owens, Cesaro, Jey Uso y a King Corbin en un Elimination Chamber Match por una oportunidad al Campeonato Universal de la WWE de Roman Reigns, entrando de #4, sin embargo fue eliminado por Owens. 5 días después en SmackDown!, intentó formar equipo con King Corbin, pero fueron por The Street Profits(Angelo Dawkins & Montez Ford), la siguiente semana en SmackDown!, fue derrotado por Angelo Dawkins, después del combate atacó a uno de sus camarógrafos porque era un espía de la WWE, la siguiente semana en SmackDown!, aceptó el Reto Abierto de Big E por el Campeonato Intercontinental de la WWE antes que King Corbin, sin embargo perdió, la siguiente semana en SmackDown!, en backstage, convenció a Kevin Owens para que viera la "conspiración" que tienen contra él desde la mesa de comentaristas, más tarde esa misma noche fue derrotado por King Corbin, después del combate, le gritó a Owens que lo hicieron perder a lo que Owens respondió que no vio nada malo, acto seguido, atacó a Owens con una "Helluva Kick".
En Survivor Series, participó en el 25-Man Dual Brand Battle Royal en conmemoración a los 25 años de carrera de The Rock, sin embargo fue eliminado por The Street Profits (Angelo Dawkins & Montez Ford). 5 días después en SmackDown, participó en el Black Friday Invitational Battle Royal, eliminando a Drew Gulak y por último a Jeff Hardy ganando una oportunidad al Campeonato Universal de la WWE de Roman Reigns. En el SmackDown! emitido el 24 de diciembre, participó en el 12 Days for Christmas Gauntlet Match, entrando  eliminando por último a Ricochet ganando una oportunidad por el Campeonato Intercontinental de la WWE de Shinsuke Nakamura.
En el episodio del 7 de enero de SmackDown, Zayn entraría en una rivalidad con el actor de Jackass, Johnny Knoxville, después de que este anunciara su participación en el Royal Rumble match. En Royal Rumble, entró en el #8 eliminando a Knoxville antes de ser eliminado por AJ Styles. En el episodio del 18 de febrero de SmackDown (grabado el 11 de febrero), Zayn derrotó a Shinsuke Nakamura para ganar el Campeonato Intercontinental por tercera vez en su carrera. En el episodio del 4 de marzo de SmackDown, perdió el título a manos de Ricochet tras una interferencia de Knoxville. A causa de ello, se programó un combate entre Zayn y Knoxville para WrestleMania 38, donde Sami fue derrotado luego de que Knoxville y el elenco de Jackass Forever lo castigaran con una trampa para ratones.

#### Historia con The Bloodline (2022-2023)
Habiendo sentido que había perdido el respeto y la credibilidad en el vestuario de luchadores, a partir del episodio del 22 de abril de SmackDown, Zayn buscaría comenzar a hacer favores para The Bloodline. En el episodio del 27 de mayo de SmackDown, después de ayudar al grupo en un par de ocasiones, Zayn fue considerado un «Uce honorario» y se convirtió en asociado y MVP del grupo. En el episodio del 24 de junio de SmackDown, Zayn derrotó a Shinsuke Nakamura para clasificarse en la lucha de escaleras de Money in the Bank. En el evento realizado el 2 de julio, Zayn no logró ganar, ya que Theory obtuvo la victoria del mismo. En el episodio del 19 de agosto de SmackDown, compitió en una lucha fatal de cinco esquinas para determinar al contendiente número 1 por el Campeonato Intercontinental, el cual fue ganado por Sheamus.
Las semanas siguientes fueron tensas debido a algunas peleas verbales por desacuerdos de confianza entre Zayn y Jey Uso, otro miembro de The Bloodline. En el episodio del 23 de septiembre de SmackDown, Reigns declaró que Zayn sería oficialmente un «honorary uce» (Uso honorífico), regalándole una nueva camiseta que lo reconocía como un miembro oficial del stable. El 26 de noviembre en Survivor Series WarGames, Zayn, junto a The Bloodline, derrotaron al equipo de The Brawling Brutes (Sheamus, Ridge Holland y Butch), Drew McIntyre y Kevin Owens en un combate de estipulación WarGames. Luego del encuentro, debido a que Zayn mostró su lealtad para con sus compañeros al darle un golpe bajo a Owens, Jey finalmente lo aceptó como parte de The Bloodline, y el stable celebró. En enero de 2023, Zayn nuevamente entró en conflictos con The Bloodline, lo que los llevó a la Corte Tribal en Raw is XXX, pero fue encontrado «no culpable, por ahora» en torno a traicionar a The Bloodline.
El 28 de enero en el evento Royal Rumble, Reigns le dio la orden al resto de The Bloodline de atacar a Kevin Owens luego del combate que ambos tuvieron, pero Zayn se negó a unirse a la paliza y en su lugar golpeó a Reigns con una silla, lo que provocó que todo el stable (a excepción de Jey) atacara a Zayn, convietiendose en  face (técnico) por rimera vez desde 2017. En el episodio del 3 de febrero de SmackDown, Zayn atacó a Reigns y lo retó a un combate por el Campeonato Universal indiscutible de WWE en Elimination Chamber, el cual Reigns aceptó. El 18 de febrero en el evento, Zayn falló tratando de ganar los títulos de Reigns. En el episodio del 6 de marzo de Raw, Jey Uso interfirió en un combate entre Zayn y Jimmy Uso, costándole a este último la lucha. Luego del encuentro, Jey abrazó a Sami, pero después lo traicionó atacándolo con un superkick y golpeándolo junto a Jimmy y Solo Sikoa, antes de que Cody Rhodes apareciera para salvarlo. En el episodio del 10 de marzo de SmackDown, los Uso realizaron una promo, en la que Jey explicó porque le había dado la espalda a Sami. Cody Rhodes los interrumpió para que Zayn pudiera atacar a Jey, con Rhodes uniéndosele en la pelea. La semana siguiente en SmackDown, Cody Rhodes intentó reunir a Kevin Owens con Zayn, pero el primero se negó a hacer las pases. En el evento principal de esa noche, Zayn enfrentó a Jey Uso, pero su hermano Jimmy interfirió en su favor, provocando que Owens saliera a defender a Zayn y volviera a formar equipo con él. En el evento principal de la primera noche de WrestleMania 39, el 1 de abril, Zayn y Owens derrotarón a los Uso para ganar los Campeonatos Indiscutibles en Parejas de WWE. Esta lucha también marcó la primera vez en que un equipo fue el evento principal de una WrestleMania desde el show inaugural, así también como la primera vez que los campeonatos en parejas encabezaron el evento.

## Otros medios
Zayn hizo su debut en los videojuegos en WWE 2K15 y tiene su propio camino en el modo "Who Got NXT" para las versiones de Xbox 360 y PlayStation 3 del juego, documentando sus combates en NXT. También es un personaje jugable en WWE 2K16, WWE 2K17, WWE 2K18 , WWE 2K19 , WWE 2K20 y WWE 2K22 .
El tema de la entrada de la WWE de Zayn se tocó después de cada victoria de los Edmonton Oilers durante los Playoffs de la Copa Stanley 2017.

## Vida personal
Sebei es conocido por llevar una vida privada silenciosa, hablando muy poco la misma. Está casado y tiene un hijo. Es musulmán y vegetariano, y habla inglés, árabe y francés con fluidez. Sebei también es el mejor amigo del también luchador profesional Kevin Steen, más conocido como Kevin Owens. Su amistad ha sido bien documentada y se remonta a 2002.
En julio de 2017, Sebei creó una fundación con el nombre «Sami por Siria», destinada a apoyar a la Sociedad Médica Siria Estadounidense.
Sebei, un ciudadano canadiense, respaldó a Bernie Sanders en las Primarias presidenciales del Partido Demócrata de 2020.

## Campeonatos y logros
- Association de Lutte Féminine

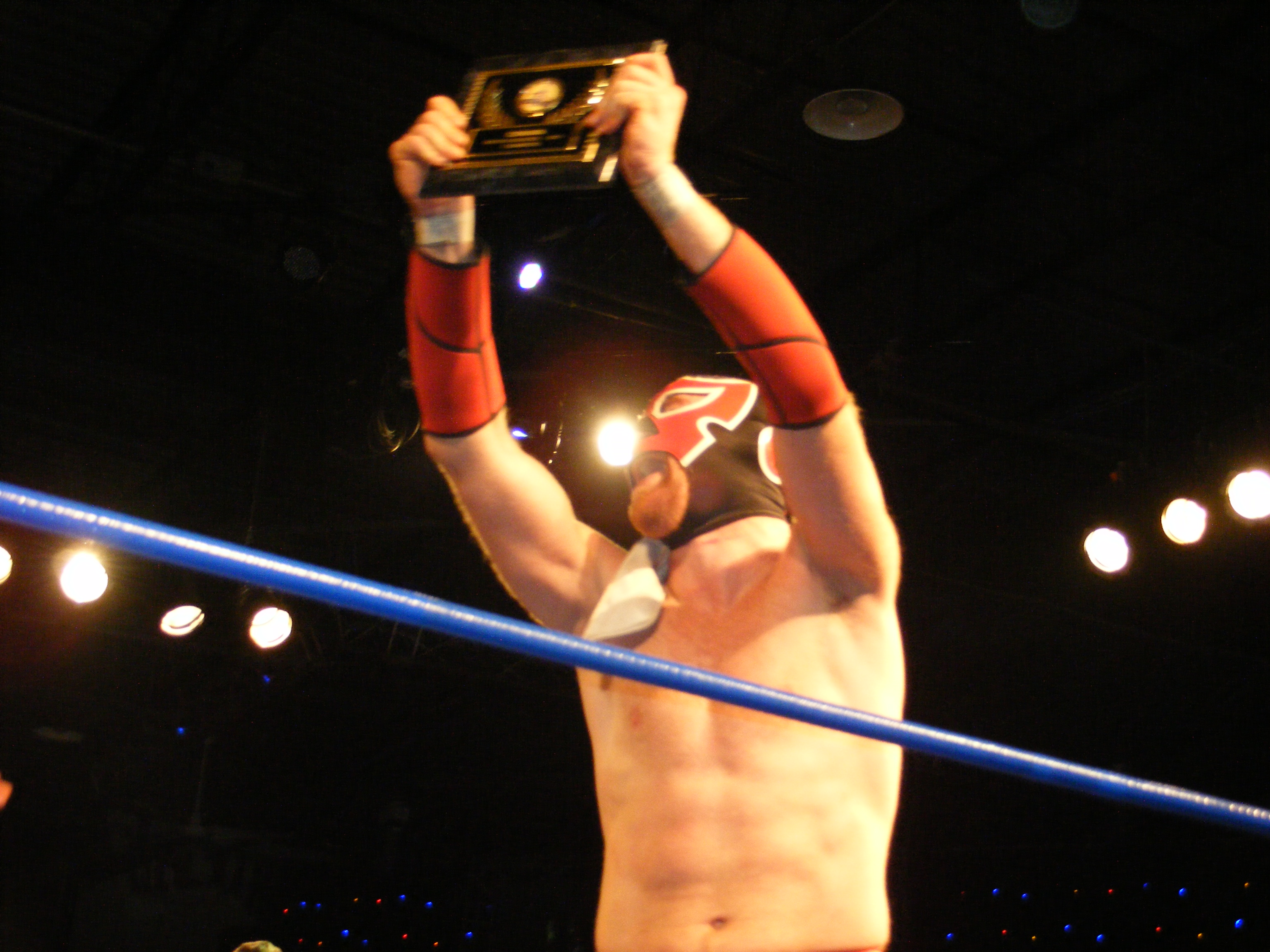
El Genérico después de ganar el Rey de Voladores.

  - Sensational Sherri Memorial Cup Tournament (2007) – con LuFisto

- The Baltimore Sun
  - WWE Match of the Year (2016) vs. Shinsuke Nakamura en NXT TakeOver: Dallas

- Britannia Wrestling Promotions
  - PWI:BWP World Catchweight Championship (1 vez)

- Chikara Pro.
  - Rey de Voladores (2011)

- Dramatic Dream Team/DDT
  - DDT Extreme Championship (1 vez)
  - KO-D Openweight Championship (1 vez)

- Elite Wrestling Revolution
  - Elite 8 Tournament (2004)

- ESPN
  - Mejor historia del año (2022) – compartido con The Bloodline[257]

- GBG Wrestling
  - GBG Heavyweight Championship (1 vez)

- International Wrestling Syndicate
  - IWS World Heavyweight Championship (2 veces)
  - IWS World Tag Team Championship (1 vez) – con Twiggy

- Monteregie Wrestling Federation
  - MWF Provincial Championship (1 vez)

- North Shore Pro Wrestling
  - NSPW Championship (1 vez)

- Pro Wrestling Guerrilla/PWG
  - PWG World Championship (2 veces)
  - PWG World Tag Team Championship (5 veces) – con Human Tornado (1), Quicksilver (1), Kevin Steen (2) y Paul London (1)
  - Battle of Los Angeles (2011)

- Pro Wrestling Prestige
  - PWP Heavyweight Championship (1 vez)

- Puerto Rico Wrestling Association
  - PRWA Caribbean Championship (1 vez)

- Ring of Honor/ROH
  - ROH World Television Championship (1 vez)
  - ROH World Tag Team Championship (1 vez) – con Kevin Steen
  - Match of the Decade (2010s) vs. Kevin Steen en Final Battle 2012: Doomsday

- STHLM Wrestling
  - STHLM Wrestling Championship (1 vez)

- Westside Xtreme Wrestling
  - xWx Unified World Wrestling Championship (1 vez)
  - 16 Carat Gold Tournament (2012)

- World Wrestling Entertainment/WWE
  - WWE Intercontinental Championship (4 veces)
  - NXT Championship (1 vez)
  - Undisputed WWE Tag Team Championship (1 vez) – con Kevin Owens
  - Slammy Award (1 vez)
    - NXT Superstar of the Year (2014)

- Pro Wrestling Illustrated
  - Clasificado en el puesto n.º 294 en los PWI 500 de 2006[258]
  - Clasificado en el puesto n.º 244 en los PWI 500 de 2007[259]
  - Clasificado en el puesto n.º 143 en los PWI 500 de 2008[260]
  - Clasificado en el puesto n.º 163 en los PWI 500 de 2009[261]
  - Clasificado en el puesto n.º 118 en los PWI 500 de 2010[262]
  - Clasificado en el puesto n.º 46 en los PWI 500 de 2011[263]
  - Clasificado en el puesto n.º 83 en los PWI 500 de 2012[264]
  - Clasificado en el puesto n.º 68 en los PWI 500 de 2013[265]
  - Clasificado en el puesto n.º 44 en los PWI 500 de 2014[266]
  - Clasificado en el puesto n.º 23 en los PWI 500 de 2015[267]
  - Clasificado en el puesto n.º 40 en los PWI 500 de 2016[268]
  - Clasificado en el puesto n.º 41 en los PWI 500 de 2017[269]
  - Clasificado en el puesto n.º 26 en los PWI 500 de 2018[270]
  - Clasificado en el puesto n.º 70 en los PWI 500 de 2019[271]
  - Clasificado en el puesto n.º 156 en los PWI 500 de 2020[272]
  - Clasificado en el puesto n.º 80 en los PWI 500 de 2021[273]
  - Clasificado en el puesto n.º 84 en los PWI 500 de 2022[274]
  - Clasificado en el puesto n.º 22 en los PWI 500 de 2023[275]
  - Clasificado en el puesto n.º 12 en los PWI 500 de 2024[276]

- Wrestling Observer Newsletter
  - Feudo del año - (2010), vs, Kevin Steen[277]
  - Shad Gaspard/Jon Huber Memorial Award (2020)
  - Mejor personaje (2022)
  - Lucha 5 estrellas (2023) con Kevin Owens vs. The Usos en WrestleMania 39 el 1 de abril
  - Lucha 5 estrellas - (2025), vs. Kevin Owens en WWE Elimination Chamber el 1 de marzo

- SoCal Uncensored
  - Match of the Year (2006) vs. Pac, November 18, Pro Wrestling Guerrilla[278]
  - Match of the Year (2007) vs. Bryan Danielson, July 29, Pro Wrestling Guerrilla[279]
  - Most Outstanding Wrestler (2006, 2007)[278][280]
  - Tag Team of the Year (2006) with Quicksilver[278]
  - Wrestler of the Year (2007)[281]